# Petrikovce
Petrikovce é um município da Eslováquia, situado no distrito de Michalovce, na região de Košice. Tem 5,74 km² de área e sua população em 2018 foi estimada em 194 habitantes.

## Demografia
| Ano:        | 1994 | 2004   | 2014    | 2024    |
| ----------- | ---- | ------ | ------- | ------- |
| Broj ljudi: | 214  | 216    | 183     | 202     |
| Razlika:    |      | +0,93% | -15,27% | +10,38% |

| Ano:               | 2023 | 2024   |
| ------------------ | ---- | ------ |
| Número de pessoas: | 203  | 202    |
| Diferença:         |      | -0,49% |